# Boechera hoffmannii
Boechera hoffmannii е рядък вид цъфтящо растение от семейство Кръстоцветни (Brassicaceae).

## Разпространение
Видът е ендемит за Калифорнийските острови Ченъл.

## Описание
Това е многогодишно растение, което достига на максимална височина между 50 и 70 cm. Листата са копиевидни, космати от долната страна, гъсто групирани, и дълги до 10 cm. По дължината на стъблото има разположени по-широки листа, които са с дължина от 3 до 6 cm.